# Willard Katsande
Willard Katsande (Mutoko, 15 gennaio 1986) è un ex calciatore zimbabwese, di ruolo centrocampista.

## Carriera

### Club
Ha giocato nei campionati zimbabwese e sudafricano.

### Nazionale
Ha fatto il suo debutto per la nazionale maggiore nel 2009, venendo poi convocato per la Coppa d'Africa 2017.